# Isländisches Sinfonieorchester
Das Isländische Sinfonieorchester (Sinfóníuhljómsveit Íslands; ISO) ist ein Sinfonieorchester der isländischen Hauptstadt Reykjavík. Das Orchester hat seinen Sitz im Konzerthaus Harpa in Reykjavík. Es besteht aus ca. 90 in Vollzeit angestellten Musikern. Von 2016 bis 2019 war Yan Pascal Tortelier Chefdirigent. Seine Nachfolgerin ist seit 2020 die finnische Dirigentin Eva Ollikainen. 
Das Isländische Sinfonieorchester geht zurück auf das Ensemble Reykjavík Orchestra (Hljómsveit Reykjavíkur), welches ursprünglich in den 1920er Jahren in Reykjavík aufgetreten ist. In der Zeit vorher gab es in Island keine mit Kontinentaleuropa vergleichbare Kultur klassischer Musik. Der erste Auftritt eines klassischen Symphonieorchesters in Island war der der Philharmoniker Hamburg 1926 in Reykjavík. Im Jahr 1950 wurde schließlich, finanziell getragen vom isländischen Staat, der Stadt Reykjavík und dem Isländischen Rundfunk, das Isländische Symphonieorchester gegründet.

## Musikalische Leitung
Die bisherigen Chefdirigenten waren: Olav Kielland (Norwegen), Bohdan Wodiczko (Polen), Karsten Andersen (Norwegen), Jean-Pierre Jacquillat (Frankreich), Petri Sakari (Finnland), Osmo Vänskä (Finnland), Rico Saccani (Vereinigte Staaten von Amerika), Rumon Gamba (Großbritannien), Ilan Volkov (Israel) und Yan Pascal Tortelier (Frankreich). Ehrendirigenten sind Vladimir Ashkenazy und Osmo Vänskä. Chefdirigentin ist seit 2020 Eva Ollikainen (Finnland). 

## Konzert- und Aufnahmetätigkeit
Neben den jährlich rund 60 Konzerten, darunter auch regelmäßig Schul- und Familienkonzerte, ist das Isländische Symphonieorchester unter anderem Veranstalter des Tectonics-Festivals. Unter der Führung von Ilan Volkov wurde dieses Projekt im März 2012 zum ersten Mal in Reykjavík ausgerichtet. Es folgten Ableger in Adelaide, Oslo, New York, Tel Aviv, Krakau, Athen und Glasgow. Das Festival widmet sich zeitgenössischer Musik verschiedener Stilrichtungen. Beim Tectonic-Reykjavík Festival 2014 etwa stand der amerikanische Komponist Alvin Lucier im Mittelpunkt.
Die in der Harpa-Konzerthalle stattfindenden Konzerte werden live im Isländischen Rundfunk übertragen. Das Isländische Symphonieorchester nimmt regelmäßig unter den Labeln BIS Records, Chandos Records und Naxos Records Werke oder Werksammlungen auf.
Für die 2008 erschienene Aufnahme eines Teils von Vincent d’Indys Orchesterwerken wurden das Isländische Sinfonieorchester und dessen damaliger Dirigent Rumon Gamba für den Grammy Award 2009 in der Kategorie Best Orchestral Performance nominiert.

## Diskografie (Auswahl)
- Skálmöld og Sinfóníuhljómsveit Íslands 2013
- Vincent d’Indy: Orchestral Works 1 (Jour d’été à la montagne, Op. 61; La Forêt enchantée, Op. 8; Souvenirs, Op. 62). Dirigent: Rumon Gamba. CHANDOS RECORDS (CHAN 10464) 2008
- Vincent d’Indy: Orchestral Works 2 (Symphony No. 2, Op. 57; Tableaux de voyage, Op. 36; Karadec, Op. 34). Dirigent: Rumon Gamba. CHANDOS RECORDS (CHAN 10514) 2009
- Vincent d’Indy: Orchestral Works 3 (Istar, Op. 42; Choral varie, Op. 55; Symphony No. 3, Op. 70; Sinfonia brevis de Bello Gallico; Au Commandant E. de Pampelonne; Diptyque mediterraneen, Op. 87). Solist: Sigurður Flosason. Dirigent: Rumon Gamba. CHANDOS RECORDS (CHAN 10585) 2010
- Vincent d’Indy: Orchestral Works 4 (Poeme des rivages, Op. 77; Symphonie italienne). Dirigent: Rumon Gamba. Konzertmeister: Sigrún Eðvaldsdóttir. CHANDOS RECORDS (CHAN 10660) 2011
- Malcolm Williamsson: volume 1 (Santiago de Espada (1956); Suite from 'Our man in Havana' (1963/1966); Concerto Grosso; Sinfonietta). Dirigent: Rumon Gamba. CHANDOS RECORDS (CHAN 10359) 2006
- Malcolm Williamson: volume 2 (Elevamini (A Symphony [No.1]); Epitaphs for Edith Sitwell; Symphony No. 5 "Aquerò"; Lento for Strings). Dirigent: Rumon Gamba. CHANDOS RECORDS (CHAN 10406) 2007
- Jón Leifs: Viking’s Answer (Víkingasvar), Op. 54; The Lay of Helgi the Hunding-slayer (Helga kviða Hundingsbana), Op. 61; Gróa's Spell (Grógaldr), Op. 62; Jónas Hallgrímsson in memoriam (Jónasar minni Hallgrímssonar), Op. 48; Spring Song (Vorvísa), Op. 46; Landfall - Overture (Landsýn - forleikur), Op. 41; Iceland Cantata (Þjóðhvöt - Íslandskantata), Op. 13. Dirigent: Hermann Bäumer. BIS - CD-1080 DIGITAL 2004
- Kalinnikov: Sinfóníur nr. 1 und 2 (Sinfónía nr. 1 í g-moll; Sinfónía nr. 2 í A-dúr). Dirigent: Vladimir Ashkenazy. EXTON OVCL-00129 2003
- Leifur Þórarinsson: Portrait. Dirigent: Petri Sakari. Íslensk tónverkamiðstöð 1992 ITM 7-05
- Leevi Madetoja: Sinfónía no. 1 op. 29 (Leevi Madetoja: Sinfónía no. 1 op. 29; Sinfónía no. 2 op. 35). Dirigent: Petri Sakari. CHANDOS RECORDS (CHAN 9115) 1992
- Jean Sibelius: Pelléas et Melisande, svíta op. 46(daraus von Swanwhite svítu op. 54; daraus von King Christian II op. 27). Dirigent: Petri Sakari. CHANDOS RECORDS (CHAN 9158) 1993